# Patrik 1,5
Patrik 1,5 is een Zweeds komedie-drama uit 2008 met een regie van Ella Lemhagen. Hoofdrollen worden gespeeld door Gustaf Skarsgård, Torkel Petersson en Tom Ljungman.

## Verhaal
Sven en Göran zijn een getrouwd homoseksueel koppel. Göran heeft Sven kunnen overtuigen om te verhuizen naar een nieuwe woning en om zich als adoptie-ouders op te geven. Ondanks dat ze de hoop bijna hadden opgegeven, komt er plots positief bericht: de 1,5 jaar oude Patrik wordt aan hen toegewezen.
Hun verbazing is dan ook groot wanneer aan hun deur een 15-jarige jongen staat die beweert dat Maatschappelijk Welzijn hem naar dit adres heeft gestuurd. Sven en Göran zijn ervan overtuigd dat het om een misverstand gaat en rijden met Patrik naar Maatschappelijk Welzijn. Daar blijkt dat de betreffende diensten reeds gesloten zijn en men moet wachten tot na het weekend. Een ietwat agressieve Sven overmeestert de loketbediende en kan het dossier van Patrik afnemen. Daaruit blijkt dat Patrik een delinquent is die al in verschillende opvanggezinnen en jeugdgevangenissen heeft gezeten. Hij pleegde meerdere overvallen waarbij hij mensen bedreigde met messen. Daarop wordt Patrik onmiddellijk naar het politiebureau overgebracht. De politie is van mening dat er enkel kan ingegrepen worden na een incident en dat de huidige situatie een zaak is voor Maatschappelijk Welzijn. Omdat Göran de jongen niet aan zijn lot wil overlaten, beslist hij om hem dan toch maar tijdelijk onderdak te geven, tot groot ongenoegen van Sven.
Sven betrouwt de jongen niet en sluit hem al onmiddellijk op in zijn kamer. Ook verbergt hij alle messen uit vrees dat Patrik hem zou neersteken. Daarnaast heeft Patrik al enkele homofobe opmerkingen geuit en hij is er zeker van dat alle homo's graag 15-jarige jongens verkrachten. Sven verbetert hem door te zeggen dat dit pedofielen zijn.
Wanneer men de volgende week terugkeert naar Maatschappelijk Welzijn blijkt dat er inderdaad een fout is gebeurd. Er stond een komma te veel in de adoptiebrief waardoor Patrick werd omschreven als een jongen van 1,5 jaar in plaats van 15 jaar. Daarnaast heeft men geen enkel ander gezin gevonden dat Patrik wil opvangen waardoor hij noodgedwongen terug naar de laatste jeugdinstelling moet. Omdat Patrik niet wil terugkeren, besluit Göran om hem op te vangen tot wanneer een pleegfamilie is gevonden. Sven is het daarmee niet eens en verlaat het huis. Enkele uren later komt hij dronken terug. Omdat Göran van mening is dat de alcoholverslaving van Sven terug is opgedoken, verbreekt hij de relatie waarop Sven het huis verlaat.
Tijdens de volgende weken blijkt dat Patrik een goede tuinier is. Hij mag bij verschillende buren struiken en bloemen verzorgen. Patrik blijkt een minderwaardigheidscomplex te hebben. Zijn moeder was een prostituee en zijn vader een klant. Deze laatste heeft hij nooit gekend en zijn moeder is gestorven toen hij een paar jaar oud was. Hij vindt van zichzelf dat hij bij zijn moeder al ongewenst was, zijn tante wou hem evenmin opvangen, andere familieleden zijn er niet en geen enkel opvanggezin wil hem nog.
Patrik begint stilaan in te zien dat zijn homofobe gedrag onterecht is en dat Göran wel degelijk het beste voor hem wil. Göran heeft ondertussen gemerkt dat Patrik wel een goede jongen is als hij de nodige en juiste aandacht krijgt. Samen organiseren ze een garageverkoop, gaan ze sporten, ...
Op een avond brengt Maatschappelijk Welzijn een bezoek. Ze kunnen enkel melden dat ze nog niemand hebben gevonden en dat Patrik terug naar de instelling moet. Daarnaast hebben ze nog een doos bij die eigendom is van Patrik, maar die tot nog toe bij zijn tante stond. De doos bevat de verjaardagskaarten van Patrik en enkele foto's met zijn moeder. Zij bleek wel degelijk van hem gehouden te hebben en de verhalen van zijn tante waren enkel leugens. Daarop beslist Göran om een nieuwe adoptie-aanvraag in te vullen zodat Patrik kan blijven.
Ondertussen is Sven ontslagen uit de ontwenningskliniek. Toevallig komen Göran en Patrik hem tegen. Patrik is van mening dat de twee mannen nog steeds van elkaar houden, maar het niet durven toegeven. Wanneer Sven zijn spullen komt ophalen, overtuigt Patrik Göran om countrymuziek te spelen en pizza te maken omdat Sven dat graag hoort en eet. Tot hun spijt komt Sven opdagen met een andere man, maar niet veel later staat Sven alsnog terug aan de deur met het bericht dat ze om de verkeerde redenen uit elkaar zijn gegaan.
Dan komt het bericht dat er voor Patrik een opvanggezin is gevonden. Dit is een teleurstelling voor Göran want hij had zijn nieuw formulier nog niet ingediend. Patrik wordt enkele dagen later opgehaald door zijn nieuwe pleegouders. Niet veel later brengt hij weer een bezoek aan Göran en Sven. Patrik vindt zijn nieuwe thuis wel goed, maar zou liever ergens wonen waar hij een hond mag hebben.
Daarop begint de aftiteling met op de achtergrond een joggende Patrik, Göran en Sven. Bij hen loopt een hond.

## Rolverdeling
| Acteur                 | Personage                            |
| ---------------------- | ------------------------------------ |
| Gustaf Skarsgård       | Göran                                |
| Torkel Petersson       | Sven                                 |
| Tom Ljungman           | Patrik                               |
| Annika Hallin          | Eva                                  |
| Amanda Davin           | Isabell                              |
| Jacob Ericksson        | Lennart Ljung                        |
| Anette Sevreus         | Louise Ljung                         |
| Mirja Burlin           | Carina Karlsson                      |
| Antti Reini            | Tommy Karlsson                       |
| Marie Delleskog        | Britt-Marie Svensson                 |
| Johan Kylén            | hoofd van de Maatschappelijke Dienst |
| Kristian Lima de Fariz | sociaal assistente                   |
| Karin de Frumerie      | receptioniste                        |
| Anders Lönnbro         | Urban Adler                          |
| Åsa-Lena Hjelm         | Vivianne                             |